# Володимирівська волость (Херсонський повіт)
Володимирівська волость — історична адміністративно-територіальна одиниця Херсонського повіту Херсонської губернії.
Станом на 1886 рік складалася з 13 поселень, 13 сільських громад. Населення — 4332 особи (2121 чоловічої статі та 2211 — жіночої), 780 дворових господарств.
|                     | Площа, десятин | У тому числі орної, дес. |
| ------------------- | -------------- | ------------------------ |
| Сільських громад    | 14420          | 9386                     |
| Приватної власності | 37466          | 6165                     |
| Казенної власності  | 2368           | 1000                     |
| Іншої власності     | 240            | 150                      |
| Загалом             | 54494          | 16701                    |

Найбільші поселення волості:
- Володимирівка — містечко при річці Висунь за 110 верст від повітового міста, 1656 осіб, 275 дворів, православна церква, школа, лавки, 4 ярмарки на рік, базар по неділях. За 2½ версти — камера мирового судді. За 9 верст — римо-католицький молитовний будинок.
- Мам'ївка — село при балці Добрій, 1253 особи, 224 двори, православна церква, 2 лавки.